# Zeuxine leucoptera
Zeuxine leucoptera är en orkidéart som beskrevs av Rudolf Schlechter. Zeuxine leucoptera ingår i släktet Zeuxine och familjen orkidéer. Inga underarter finns listade i Catalogue of Life.